# ミルトン・ヴィエイラ
ミルトン・ヴィエイラ（Milton Vieira、1978年10月10日 - ）は、ブラジルの男性総合格闘家。リオデジャネイロ州テレゾポリス出身。リオ・ファイターズ所属。ルタ・リーブリ黒帯。ブラジリアン柔術黒帯。

## 来歴
2003年10月7日、PRIDE初参戦となったPRIDE 武士道 -其の七-で桜井"マッハ"速人と対戦し、判定負け。
2005年からはDEEPにも参戦、長岡弘樹、帯谷信弘、横田一則らと対戦した。
2006年10月7日、Super Challenge 1の73kg級トーナメントに出場。1回戦でジョニー・エドゥアルドにスピニングチョークで一本勝ちするも、準決勝ではジーン・シウバに1-2の判定負け。
2006年11月18日、REALRHYTHM 5th STAGEで田村幸成と対戦し、チョークスリーパーで一本勝ち。
2007年9月5日、パンクラスで北岡悟と対戦予定であったが、ビザ取得ができず来日できなくなったため、出場をキャンセルした。

### UFC
2012年6月23日、UFC初参戦となったUFC 147でフェリペ・アランテスと対戦し、ウィズドロー。
2013年1月19日、 UFC on FX 7でゴドフレド・ペペイと対戦し、1-2の判定負け。1分1敗となりUFCからリリースされた。

## 戦績

### 総合格闘技
| 総合格闘技 戦績 | 総合格闘技 戦績 | 総合格闘技 戦績 | 総合格闘技 戦績 | 総合格闘技 戦績 | 総合格闘技 戦績 | 総合格闘技 戦績 |
| --------------- | --------------- | --------------- | --------------- | --------------- | --------------- | --------------- |
| 23 試合         | (T)KO           | 一本            | 判定            | その他          | 引き分け        | 無効試合        |
| 13 勝           | 0               | 9               | 4               | 0               | 2               | 0               |
| 8 敗            | 0               | 0               | 8               | 0               | 2               | 0               |

| 勝敗 | 対戦相手                   | 試合結果                   | 大会名                                          | 開催年月日     |
| ×    | ゴドフレド・ペペイ         | 5分3R終了 判定1-2          | UFC on FX 7: Belfort vs. Bisping                | 2013年1月19日  |
| △    | フェリペ・アランテス       | 5分3R終了 判定1-1          | UFC 147: Silva vs. Franklin 2                   | 2012年6月23日  |
| ○    | スターリング・フォード     | 1R 4:49 ダースチョーク     | Strikeforce Challengers 18                      | 2011年8月12日  |
| ○    | ブルーノ・ロバト           | 1R 1:23 アナコンダチョーク | Bitetti Combat 9: Middleweight Combat Cup       | 2011年8月12日  |
| ○    | ダヴィド・クバス           | 2R 4:12 腕ひしぎ十字固め   | Bitetti Combat 7                                | 2010年5月28日  |
| ×    | ジエゴ・ブラガ・アウベス   | 5分3R終了 判定1-2          | Platinum Fight Brazil 2                         | 2009年12月5日  |
| ○    | ルシアノ・アゼベド         | 5分3R終了 判定2-1          | Bitetti Combat 4                                | 2009年9月12日  |
| ○    | グスタボ・ホサ             | 1R スピニングチョーク      | The Warriors                                    | 2009年3月29日  |
| ×    | ルイス・アゼレード         | 5分3R終了 判定             | The One: VIP Fighting                           | 2008年2月13日  |
| ○    | ジョルジ・ブリット         | 5分3R終了 判定3-0          | Capital Fight 1                                 | 2007年12月14日 |
| ○    | 田村幸成                   | 2R 2:34 チョークスリーパー | REALRHYTHM 5th STAGE                            | 2006年11月18日 |
| ×    | ジーン・シウバ             | 5分2R終了 判定1-2          | Super Challenge 1 【73kg級トーナメント 準決勝】 | 2006年10月7日  |
| ○    | ジョニー・エドゥアルド     | 2R スピニングチョーク      | Super Challenge 1 【73kg級トーナメント 1回戦】  | 2006年10月7日  |
| △    | 横田一則                   | 5分2R終了 判定1-1          | DEEP 24 IMPACT                                  | 2006年4月11日  |
| ×    | 帯谷信弘                   | 5分3R終了 判定0-3          | DEEP 22 IMPACT                                  | 2005年12月2日  |
| ○    | 長岡弘樹                   | 5分2R終了 判定3-0          | DEEP 21 IMPACT                                  | 2005年10月28日 |
| ×    | 桜井"マッハ"速人           | 2R（10分/5分）終了 判定0-3 | PRIDE 武士道 -其の七-                           | 2005年5月22日  |
| ○    | ジエゴ・ブラガ・アウベス   | 2R 4:25 チョーク           | Absolute Fighting Championships: Brazil 1       | 2004年8月28日  |
| ○    | ジャドソン・コスタ         | 3R ダースチョーク          | Meca World Vale Tudo 11                         | 2004年6月5日   |
| ×    | ジェイク・シールズ         | 5分3R終了 判定0-3          | Shooto Americas: Midwest Fighting               | 2003年5月21日  |
| ○    | マゴメド・ジャブライエフ   | 10分1R終了 判定            | M-1 MFC: Russia vs. The World 5                 | 2003年4月6日   |
| ○    | イスラム・カリモフ         | 1R 8:08 チョークスリーパー | M-1 MFC: Russia vs. The World 3                 | 2002年4月26日  |
| ×    | シリーロ・パジーリャ・ネト | 12分1R終了 判定            | Heroes 2                                        | 2001年6月30日  |

### グラップリング
| 勝敗 | 対戦相手           | 試合結果 | 大会名                       | 開催年月日   |
| ×    | 杉江"アマゾン"大輔 | ポイント | ADCC 2007 【77kg未満 1回戦】 | 2007年5月5日 |